# إغناطيوس يعقوب الثالث
إغناطيوس يعقوب الثالث (بالسريانية: ܩܕܝܫܘܬܗ ܕܡܪܢ ܦܛܪܝܪܟܐ ܡܪܝ ܐܝܓܢܐܛܝܘܣ ܝܥܩܘܒ ܬܠܝܬܝܐ) بطريرك أنطاكية للكنيسة السريانية الأرثوذكسية الـ 121، ولد في 12 تشرين الأول/أكتوبر عام 1912م في بلدة برطلة في العراق لعائلة توما ماري، رُسِم شماسا على يد البطريرك إغناطيوس إلياس الثالث وكاهنا على يد البطريرك إغناطيوس أفرام الأول برصوم باسم الربان عبد الأحد .

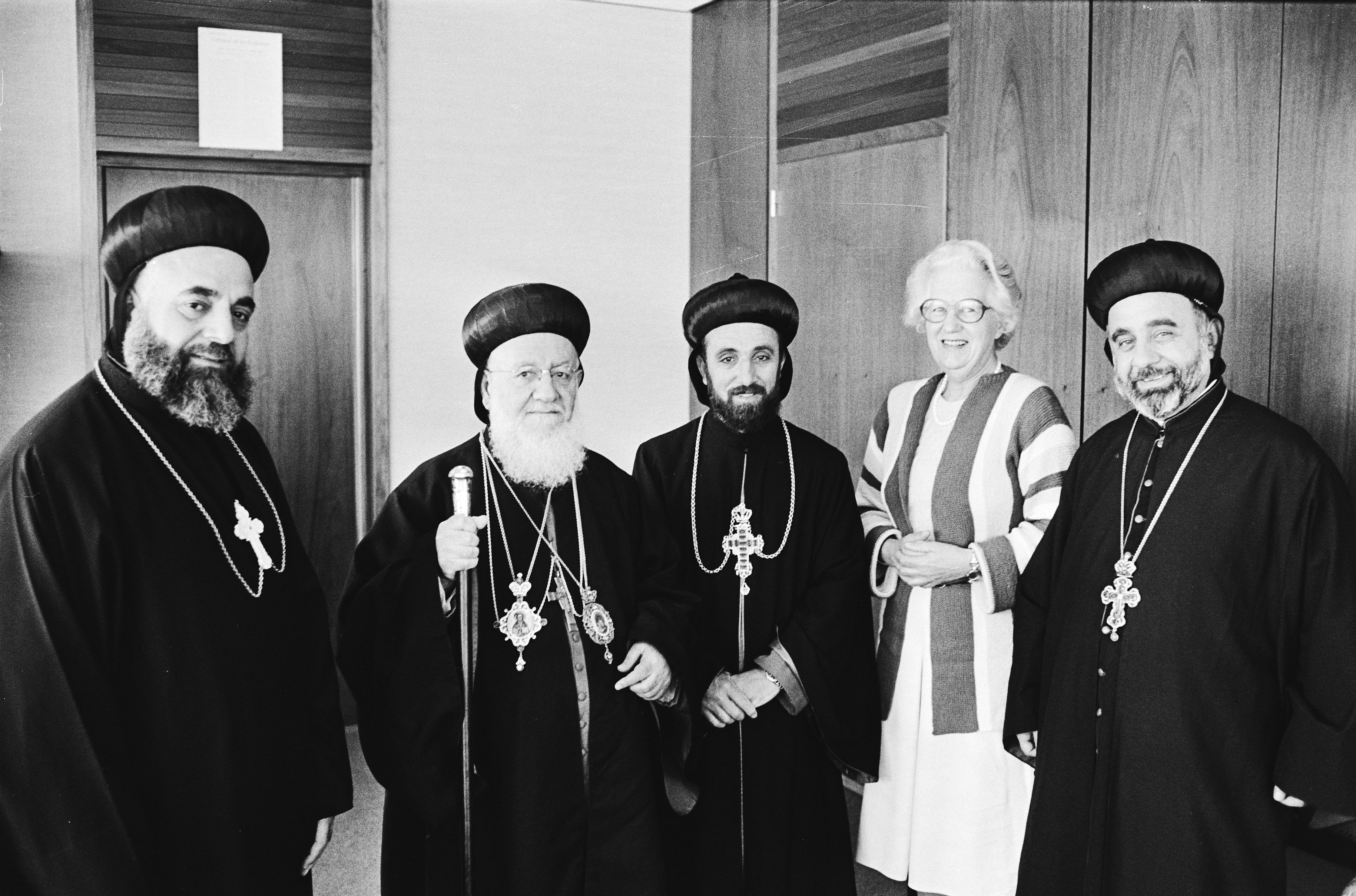

زار الكنيسة السريانية في مانجينيكارا في الهند عام 1933م حيث خدم السريان الهنود هناك كمعلم للغة السريانية والديانة المسيحية في دير مار إغاطيوس، في عام 1946م عاد إلى العراق ليدرِّس في معهد مار أفرام اللاهوتي في الموصل ثم رُسم مطرانا لدمشق وبيروت عام 1950م، ولاحقا نُصِّبَ بطريركا للكنيسة السريانية الأرثوذكسية سنة 1957م وذلك عقب وفاة سلفه البطريرك إغناطيوس أفرام الأول برصوم واختار اسم يعقوب ليكون لقبه الرسولي البطريرك يعقوب الثالث.
نقل يعقوب الثالث مقر البطريركية السريانية الأرثوذكسية من مدينة حمص السورية إلى العاصمة دمشق عام 1959م، وتميزت فترة بطريركيته بنشاطه في سبيل التقريب بين الكنائس الأرثوذكسية الشرقية[ ؟ ] وأيضا العمل على إعادة التوافق بين أبناء الكنيسة السريانية في الهند مع الكرسي الأنطاكي، ففي عام 1964م زار ولاية كيرلا الهندية مكان تجمع السريان الهنود وأقام لهم أوجين تيموثاوس مفريانا للهند.
كتب يعقوب الثالث أكثر من ثلاثين كتابا حول تاريخ المسيحية وعن مواضيع روحية وعن الليتوروجيا والطقوس الدينية ووضع أيضا دراسات عدة للمقارنة بين اللغات السريانية والعربية هذا فضلا عن كتابة سير حياة العديد من قديسي وآباء الكنيسة كمار أفرام السرياني ومار فيلوكسينوس ومار يعقوب السروجي، كما تعتبر محاضرته التي ألقاها في جامعة كويتينكن الألمانية University of Goettingen عام 1971م مرجعا مهما لدارسي تاريخ الكنيسة السريانية الأرثوذكسية. كان البطريرك يعقوب الثالث يوصف بأنه مكتبة للألحان السريانية حيث كان يحفظ ما يقارب سبعمائة لحن كنسي من كتاب البيث كازو.
توفي البطريرك يعقوب الثالث في 26 حزيران/يونيو عام 1980م ودفن في مدينة دمشق في كنيسة مار جرجس للسريان الأرثوذكس.

## مواضيع ذات صلة
- الكنيسة السريانية الأرثوذكسية
- قائمة البطاركة السريان في أنطاكية

| سبقه إغناطيوس أفرام الأول برصوم | بطريرك السريان الأرثوذكس بين 1980-1957 | تبعه إغناطيوس زكا الأول عيواص |